# Rutherford (Raketentriebwerk)
Rutherford (benannt nach dem neuseeländischen Physiker Ernest Rutherford) ist ein Flüssigkeitsraketentriebwerk des Raumfahrtunternehmens Rocket Lab. Es wurde für die Electron-Trägerrakete entwickelt, die etwa 150 kg Nutzlast in einen sonnensynchronen 500 km hohen Orbit bringen kann.

## Verwendung
Das Rutherford-Triebwerk wird in der ersten und der zweiten Stufe der Electron-Rakete verwendet. Die erste Stufe besitzt neun Triebwerke und erzeugt beim Start eine Schubkraft von 190 kN bei einem spezifischen Impuls von 311 Sekunden. In der zweiten Stufe ist eine vakuumoptimierte Version des Triebwerks eingebaut; es erzeugt einen Schub von 25,8 kN, der spezifische Impuls beträgt 343 Sekunden.

## Technik
Das Rutherford-Triebwerk verwendet Flüssigsauerstoff (LOX) als Oxidator und als Treibstoff das hochraffinierte Kerosin RP-1. Im Gegensatz zu den meisten anderen Flüssigkeitsraketentriebwerken besitzt Rutherford jedoch keine Turbopumpen, um Brennstoff und Oxidationsmittel in die Brennkammer zu befördern. Stattdessen verfügt es über Elektromotoren, die die Pumpen antreiben; als Energiequelle dienen Hochleistungs-Lithium-Polymer-Batterien. 
Das Triebwerk besitzt eine regenerativ gekühlte Brennkammer und kann laut Rocket Lab im 3D-Druck in nur drei Tagen gefertigt werden.